# Gymnoschiza variolosipes
Gymnoschiza variolosipes är en skalbaggsart som beskrevs av Moser 1914. Gymnoschiza variolosipes ingår i släktet Gymnoschiza och familjen Melolonthidae. Inga underarter finns listade i Catalogue of Life.